# Počarová
Počarová je naseljeno mjesto u okrugu Považská Bystrica u Trenčínskom kraju u Slovačkoj.

## Stanovništvo
| Godina:     | 1993. | 2003.   | 2013.   | 2023.   |
| ----------- | ----- | ------- | ------- | ------- |
| Broj ljudi: | 142   | 143     | 137     | 148     |
| Razlika:    |       | +0,70 % | -4,19 % | +8,02 % |

| Godina:     | 2022. | 2023.   |
| ----------- | ----- | ------- |
| Broj ljudi: | 144   | 148     |
| Razlika:    |       | +2,77 % |

Prema podatcima o broju stanovnika iz 2023. godine naselje je imalo 148 stanovnika.

## Vanjske poveznice
|  | Zajednički poslužitelj ima još gradiva o temi Počarová |

- Službena stranica naselja (sl.)